# Carolina Bonilla López
Carolina Bonilla López (Villa de Tetela de Ocampo; 1862-Villa de Tetela de Ocampo; 1921) es una profesora mexicana.

## Biografía
Carolina Bonilla nació en la Villa de Tetela de Ocampo, Estado de Puebla en 1862, siendo hija del ameritado C. General Juan Crisóstomo Bonilla y de la señora María del Rosario López.
Cursó la escuela de primeras letras en su población natal. Posteriormente, en 1877 se traslada a la capital de la entidad junto a sus padres, a raíz de la elección del General Bonilla como Gobernador Constitucional del Estado Libre y Soberano de Puebla.
El General Juan Crisóstomo Bonilla, admirado por su profundo intelecto y su visión innovadora decide, desde el momento de iniciada su gestión como titular del ejecutivo del estado, crear una institución oficial especializada en la formación de profesores, convocando a dicho proyecto al eminente poeta Guillermo Prieto, así como al doctor Gustavo Pedro Mahr Stemmber quienes consolidarán finalmente la obra en una institución denominada Escuela Normal para Profesoras inaugurada solemnemente el 15 de septiembre de 1879 (el 4 de enero de 1880 es inaugurada la Escuela Normal para Profesores) siendo Carolina la segunda alumna matriculada y la primera en graduarse en 1883 con excelentes notas, así como su hermana Federica.
En 1888 fue nombrada Directora de la misma (siendo considerada la cuarta directora en la historia de dicha Institución de Educación Superior).
En 1901 Federica y Carolina unen la Escuela Normal para Profesoras con la de Profesores para consolidar el actual Benemérito Instituto Normal del Estado de Puebla "General Juan Crisóstomo Bonilla".
Fundó la primera escuela nocturna para obreras, dando un paso formidable, al brindar la educación básica a un sector tan reprimido en la sociedad mexicana como lo era el sector obrero femenino del porfiriato.
A raíz de la revolución mexicana, en 1914 dejó el magisterio en la Ciudad de Puebla trasladándose a su población natal donde continuó ejerciendo hasta su muerte acaecida en 1921. Algunas escuelas de la entidad llevan el nombre de esta ilustre profesora poblana.